# ウッシー・ライヒ
ウッシー・ライヒ（Uschi Reich、1949年1月1日 - ）は、ドイツの映画プロデューサー。

## 作品
- リトル・ウィッチ ビビと魔法のクリスタル
- 飛ぶ教室
- エーミールと探偵たち
- 小さな魔法使いと秘密の城 リトル・ウィッチ2
- 点子ちゃんとアントン